# Hijos de María Inmaculada
Los Hijos de María Inmaculada (en latín Congregatio Filiorum Mariae Immaculatae) son un instituto religioso masculino de derecho pontificio fundado por san Ludovico Pavoni. Los miembros de esta congregación clerical, comúnmente llamados Pavonianos, usan la sigla F.M.I. (por las iniciales en latín).

## Historia
La congregación nació del seno del Instituto de San Barnaba, fundado en Brescia entre 1818 y 1821 por san Lodovico Pavoni (1784-1849) para que sirviera como «albergue educativo de la niñez abandonada». 
El instituto, una «escuela de artes», brindaba asistencia, instrucción moral y formación profesional a jóvenes sin familia o desatendidos por sus padres, y los talleres del instituto ofrecían a los jóvenes la oportunidad de obtener cualificaciones profesionales en once áreas. En 1842 el instituto extendió sus actividades a la educación de sordomudos y luego a la formación de hijos de agricultores (colonia agrícola de Saiano).
Entre las once especialidades en las que eran educados los «artesanos», destacaba la tipografía (siendo la del instituto, fundada en 1821, la primera escuela gráfica de Italia), lo que permitió a Pavoni incluir también actividades editoriales que en 1939 propiciaron el nacimiento de la editorial Àncora.
El modelo de internado-taller concebido por Pavoni tuvo un gran éxito y fue propuesto de nuevo por otros sacerdotes: José Benito Cottolengo lo introdujo en el orfanato de la Casa de la Divina Providencia, Don Juan Bosco en el oratorio de Valdocco, Giovanni Cocchi y Leonardo Murialdo en el Collegio Artigianelli de Turín.
Para gestionar la obra, Pavoni organizó una comunidad de educadores y en 1831 les dio una organización religiosa y unas reglas aprobadas por Gabrio María Nava, obispo de Brescia. El programa de la nueva congregación fue sometido al examen de la congregación de obispos y regulares por parte del cardenal Angelo Mai, y el 31 de marzo de 1843 se le concedió al instituto de Pavoni el decretum laudis sancionado el mismo día por Gregorio XVI.
La congregación de los Hijos de María Inmaculada fue erigida el 11 de agosto de 1847 por monseñor Ferdinando Luchi, vicario capitular de Brescia (debido a que la sede episcopal se encontraba vacante), y el 8 de diciembre siguiente los primeros religiosos tomaron sus votos en manos del fundador, dando así pleno inicio a la congregación.
Se extendió al poco tiempo a Brescia y a la región de Véneto. Las leyes saboyanas de julio de 1866 suprimieron el instituto de Brescia y confiscaron sus bienes, de manera que los religiosos venecianos trasladaron su obra a Trento, donde consiguieron reorganizar la congregación y reintroducirla también en Lombardía.
El 24 de septiembre de 1882 la congregación fue aprobada por la Santa Sede, que aprobó sus constituciones en 1897.

## Actividades y difusión
Los pavonianos llevan a cabo una labor fundamentalmente educativa, sobre todo con niños con dificultades de adaptación, drogadictos, hijos de migrantes y personas con discapacidad auditiva.
La comunidad está presente en Europa (Italia y España), América Latina (Brasil, Colombia y México), África (Eritrea y Burkina Faso), y Asia (Filipinas). Su sede general se encuentra en Roma.
Para finales de 2008 la congregación contaba con 34 casas y 208 religiosos, 107 de los cuales eran sacerdotes.